# Kembata Alaba Tembaro
Kembata Alaba Tembaro är en zon i Etiopien.   Den ligger i regionen Ye Debub Biheroch Bihereseboch na Hizboch, i den centrala delen av landet, 220 km sydväst om huvudstaden Addis Abeba. Antalet invånare är 680 837.